# Лаудън (окръг, Тенеси)
Окръг Лаудън (на английски: Loudon County) е окръг в щата Тенеси, Съединени американски щати. Площта му е 0 km², а населението – 39 086 души (2000). Административен център е град Лаудън.